# Newport (Nova Gales do Sul)
Newport é um subúrbio do norte de Sydney, no estado da Nova Gales do Sul, na Austrália, situado a 31 quilômetros ao norte do distrito empresarial central de Sydney, na área do governo local do Conselho de Northern Beaches. Newport integra a região Northern Beaches. Em 2011, sua população era de 9 227 habitantes.

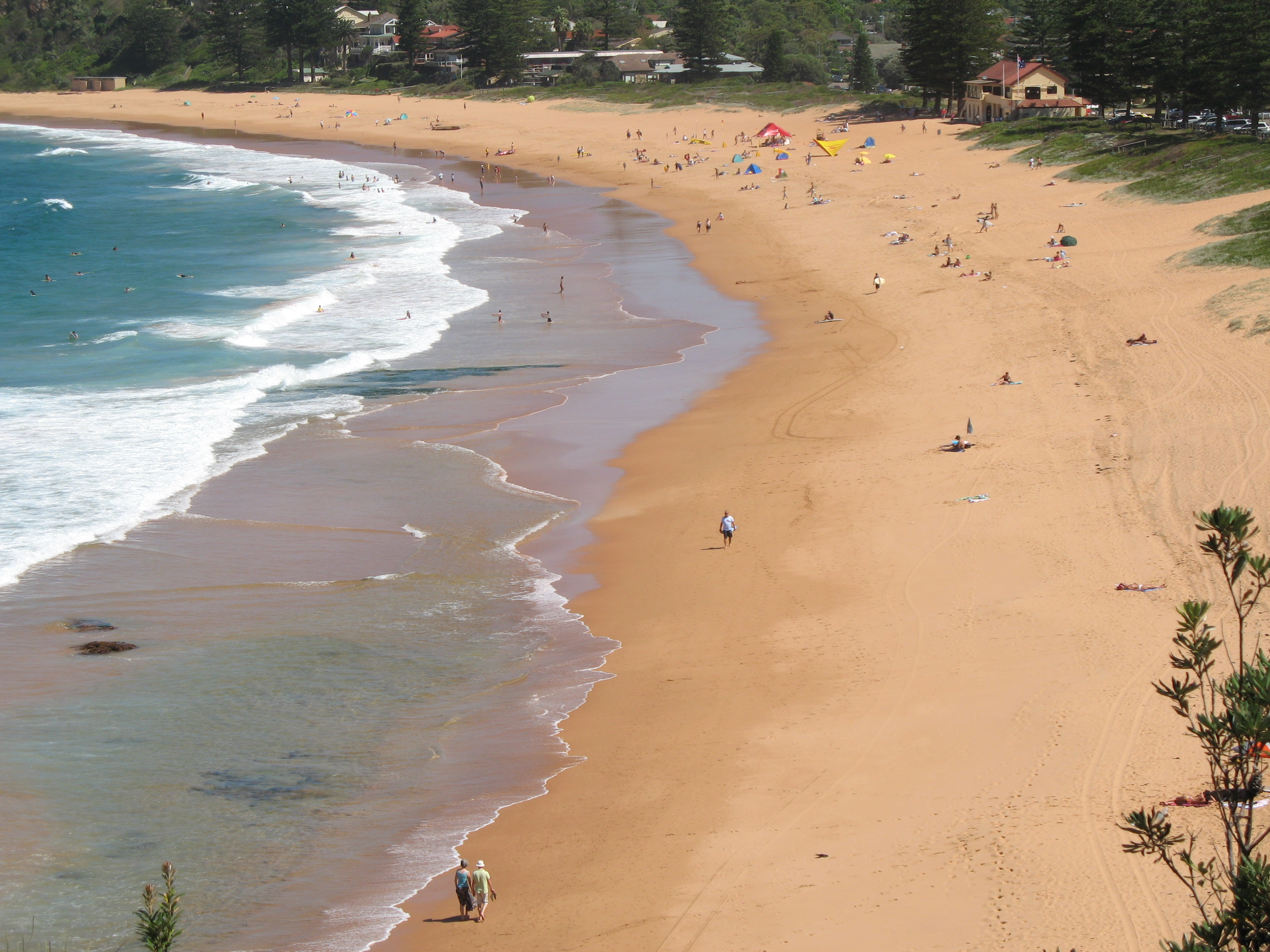
Praia de Newport